# Кенжек
Кенжек (также Кенжак, Кенджак) — название средневекового города в Семиречье. Впервые упоминается как Кенжак-Сенгир в XI веке Махмудом Кашгари, который писал, что Кенжек находился на границе с кыпчакскими владениями около города Тараз. Источники свидетельствуют, что в XIII—XIV веках на этой территории располагались 4 города на расстоянии в один фарсах (около 4 км) друг от друга (Янги, Янги-Балык, Кенжек, Тараз). Предполагается, что Кенжек упомянут в сочинении дипломата XIII века Вильгельма Рубрука как небольшой город Кинчат, расположенный на севере от Тараза. П. Н. Петров и А. М. Камышев считают, что фразу Аль-Омари «Янги — это четыре города между каждым из них и другим один фарсах, каждый город имеет свое название. Один — Янги, другой Янги-Балык, третий — Кенджак, последний — Тараз» следует интерпретировать как свидетельство о наличии другого Тараза — Янги-Тараза, в области Йанги («Новая»).
Несмотря на поиски, обнаружить городище не удалось.
Известен чекан чагатаидских монет-диргемов с надписью Кенджде, относящихся к третьему периоду денежного обращения Чагатайского улуса (1271—1318 годы). Монетный двор был сравнительно крупным, в найденных кладах эти монеты находятся на втором-третьем месте, после Тараза и Отрара. М. Фёдоров интерпретирует чекан как «Кенжек» и предполагает, что производство монет в XIII веке было связано с восстановлением лесов вокруг заброшенных в X веке из-за нехватки топлива серебряных шахт. Он же связывает название города с именем хана Кончака. Другие историки отождествляют Кенджде с Испиджабом, другим городом около Испиджаба или предполагают «отзвук» округа Кенджиде (раннее Средневековье).